# Cratere Caitlin
Caitlin  è un cratere sulla superficie di Venere.